# Pietro Ercole Visconti

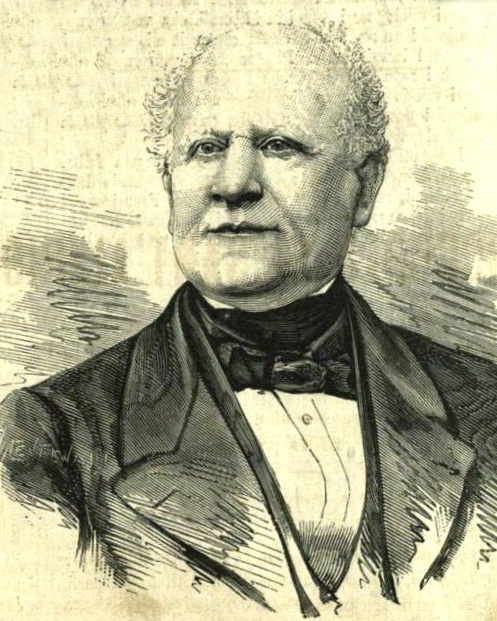
Pietro Ercole Visconti

Pietro Ercole Visconti (Roma, 1802 – 14 ottobre 1880) è stato un archeologo italiano.

## Biografia
Era figlio di Alessandro Visconti. Suo nonno era Giovanni Battista Visconti ed Ennio Quirino Visconti quindi suo zio. Nel 1823 divenne membro della Accademia di Archeologia, di cui dal 1830 fu il segretario. Per questa istituzione pubblicò nel 1823 i suoi primi lavori sulle epigrafi paleo-cristiane e sui ritrovamenti romani. Dal 1836 fino alla fine dello Stato della chiesa nel 1870 ricoprì la carica di Commissario delle Antichità e di direttore dei musei pontifici. Dal 1852 fu uno dei membri fondatori della Commissione di archeologia sacra e nel 1876 socio fondatore della Società romana di storia patria.
Condusse dal 1855, su incarico di Pio IX, scavi sistematici a Ostia, i cui ritrovamenti furono sistemati al Museo Lateranense e poi ai Musei vaticani. Dal 1856 fu professore di archeologia all'Università di Roma La Sapienza. Dopo la fine dello Stato della Chiesa, nel settembre 1870, si dimise da tutti gli incarichi. Durante gli scavi condotto nell'area dell'Emporio, Visconti fu coadiuvato dall'archeologo ed epigrafista genovese Luigi Bruzza.
Visconti descrisse gli scavi di Caere, organizzati dal principe Alessandro Torlonia e pubblicò un catalogo del Museo Torlonia (1876 e 1883). Pubblicò anche le poesie di Vittoria Colonna, con una biografia, nel 1840. La sua Storia delle famiglie di Roma e dello Stato della Chiesa (5 voll., Rom 1847 segg.) è rimasta incompiuta.